# Dan Hsu
Dan Hsu, né en 1971, est l'ancien directeur de 1UP Network, et un ancien rédacteur en chef du magazine de jeux vidéo Electronic Gaming Monthly, entre 2001 et 2008.

## Biographie
Hsu a fréquenté l'université du Michigan.
Il rejoint d'abord le magazine EGM en 1996. Dès 2008, il travaille pour 1UP Network, puis écrit un blog. Il travaille actuellement pour Bitmob.com.